# Fournier RF-5
Pour les articles homonymes, voir Fournier.
Le Fournier RF-5 est un motoplaneur biplace en tandem, dessiné par René Fournier, dérivé du motoplaneur monoplace RF-4 par allongement du fuselage. Il a été construit en France par Alpavia, en Allemagne par Sportavia et, plus récemment, en Espagne.

## Fournier RF-5
Le premier exemplaire [F-BSOY] vole en janvier 1968. Par rapport au RF-4, l'envergure augmentait de 2,50 m; pour faciliter le rangement de l’appareil dans les hangars la partie externe de l'aile, occupée au bord de fuite par les ailerons, était repliable. Alpavia a construit 127 exemplaires (c/n 5001 à 5127) de 1968 jusqu’à la fin des années 1970.

## Sportavia RF-5B Sperber
Modification du modèle de base réalisée par Sportavia et le pilote vélivole Manfred Schliwa pour répondre aux attentes du marché allemand, où étaient apparus des motoplaneurs légèrement plus performants et moins chers que le RF-5. La voilure fut agrandie à 17 m, la verrière redessinée et le fuselage arrière abaissé. Cet appareil a effectué son premier vol en mai 1971 et 79 exemplaires (c/n 51001/51079) ont été construits jusqu’en 1977.

## Sportavia S 5
Un prototype [D-EAFA] construit en 1971, appareil de développement destiné à la mise au point du F-5B.

## Sportavia RF-55
Appareil de développement construit en 1972 [D-EHYN]. C’est finalement le RF-5B qui sera retenu.

## AeroJaén RF5-AJ1 Serrania
Version du RF-5 construit en matériaux composites par Aeronaútica del Jaén SA en Espagne. Le prototype [EC-650/EC-FNA] a volé en 1992 et 11 exemplaires [E-001/011] avaient été construits fin 1999.

## Remotorisations
La plupart des RF-5 et RF-5B ont été remotorisés avec des moteurs Limbach 2000 (en), Revmaster 2100D (en), Rotax 912 ou Sauer SS2100.